# Mile Mrkšić
Mile Mrkšić (cyrilicí Миле Мркшић; 1. května 1947 – 16. srpna 2015) byl srbský důstojník a plukovník Jugoslávské lidové armády (JNA) odpovědný za jednotku zapojenou do bitvy o Vukovar během chorvatské války za nezávislost v roce 1991. Chorvati, kteří po pádu Vukovaru byli odsouzeni na 20 let. Byl odsouzen za to, že nezabránil masové vraždě 264 Chorvatů, které následovaly po pádu Vukovaru, a byl odsouzen na 20 let.

## Život
Mrkšić se narodil v Kozaraci poblíž Vrginmostu 1. května 1947.
Po bitvě u Vukovaru byl povýšen na generála v JNA a později v květnu 1995 se stal vrchním velitelem Armády Republiky srbská Krajina (SVK). Po pádu Krajiny v srpnu 1995 mu byl na chvíli odepřen vstup do Srbska, protože jej mnozí obviňovali z vojenské porážky. Na jednom místě byl umístěn do domácího vězení, poslán do předčasného důchodu a skončil jako prodavač na tržisti.
Mrkšić byl v roce 1995 spolu s Miroslavem Radićem, Veselinem Šljivančaninem a Slavkem Dokmanovićem obžalován Mezinárodním trestním tribunálem pro bývalou Jugoslávii (ICTY). Dokmanović později spáchal sebevraždu. Mrkšić se dobrovolně vzdal ICTY 15. května 2002 a téhož dne byl předán soudu. Soud s ním byl zahájen v říjnu 2005 a skončil v roce 2007, kdy byl odsouzen.

### Obvinění
- Pět obvinění ze zločinů proti lidskosti: článek 5 statutu ICTY (perzekuce z politických, rasových a náboženských důvodů; genocida; vražda; mučení; nelidské činy)
- Tři obvinění z porušení zákonů nebo válečných zvyklostí: článek 3 statutu ICTY (vražda, mučení, nelidské činy).

27. září 2007 shledal Soudní senát Mrkšiće vinným z napomáhání k vraždě civilistů a válečných zajatců v Ovčaře, napomáhání k jejich mučení a napomáhání ke krutému zacházení, které zde bylo prováděno. Byl odsouzen k 20 letům vězení. Verdikty vyvolaly rozhořčení v Chorvatsku, které doufalo v mnohem přísnější tresty. Státní rozhlas označil výsledek za „šokující“, zatímco chorvatský premiér označil rozsudky za „ostudné“
V srpnu 2012 byl Mrkšić odsouzen k 20 letům vězení, které si měl odpykat v přísně střežené věznici Monsanto v Portugalsku. Zemřel o tři roky později 16. srpna 2015 ve věku 68 let.